# Dorothee Wilms
Pour les articles homonymes, voir Wilms.
Dorothee Wilms, née le 11 octobre 1929 à Grevenbroich, est une femme politique allemande membre de l'Union chrétienne-démocrate d'Allemagne (CDU).
Elle est ministre fédérale de l'Éducation d'Allemagne de l'Ouest dans la coalition noire-jaune d'Helmut Kohl entre 1982 et 1987, puis ministre fédérale des Relations intra-allemandes jusqu'en 1991.

## Biographie
En 1950, elle passe son Abitur, puis entreprend des études supérieures de sciences économiques, politique sociale et sociologie à l'université de Cologne, qu'elle achève en 1954 avec un diplôme d'économiste. Deux ans plus tard, elle se voit décerner un doctorat de sciences politiques.
Elle commence à travailler dès 1953 comme associée de recherche sur les questions de jeunesse et la formation professionnelle à l'institut d'économie allemande de Cologne. Elle renonce à cet emploi vingt ans plus tard, puis est nommée directrice de l'agence de recherche pour le développement de la politique éducative et sociale en 1977, un poste qu'elle occupe pendant cinq ans.
Depuis 1992, elle occupe la présidence du conseil d'administration de la fondation Bundeskanzler-Adenauer-Haus.

## Parcours politique

### Comme membre de la CDU
Elle adhère à l'Union chrétienne-démocrate d'Allemagne (CDU) en 1961, et est désignée coordinatrice fédérale adjointe en 1974 pour deux ans. En 1986, elle est élue membre du comité directeur de la CDU de Rhénanie-du-Nord-Westphalie.
Aujourd'hui, elle est membre de droit du conseil d'administration de la fondation Konrad Adenauer.

### Au niveau institutionnel
Élue députée fédérale au Bundestag en 1976, elle est désignée coordinatrice du groupe CDU/CSU quatre ans plus tard. Le 4 octobre 1982, Dorothee Wilms est nommé ministre fédérale de l'Éducation et de la Science dans la coalition noire-jaune d'Helmut Kohl.
Cinq ans plus tard, 12 mars 1987, elle devient ministre fédérale des Relations intra-allemandes, étant la première femme à occuper ce poste. Du fait de la réunification allemande, ce ministère est dissous lors de la formation du premier gouvernement de l'Allemagne réunifiée, le 18 janvier 1991.
Elle retourne alors siéger au Bundestag, mais ne se représente pas au scrutin de 1994. Elle est depuis retirée de la vie politique.